# Hot Stuff (canção de Donna Summer)
"Hot Stuff" é um single da cantora americana de disco Donna Summer, lançado em 1979. Encontra-se presente no álbum Bad Girls. Até esse ponto, Summer principalmente tinha sido associado com canções disco, mas essa canção possui influências de rock, incluindo um solo de guitarra de Jeff Baxter, ex-guitarrista das bandas The Doobie Brothers e Steely Dan.

## Prêmios e legado
"Hot Stuff" venceu o Grammy Award para melhor desempenho vocal feminino em rock no primeiro ano de entrega da categoria.
Esteve presente na lista das 500 melhores canções de todos os tempos da revista Rolling Stone.